# St. Johann Baptist (Steinheim)

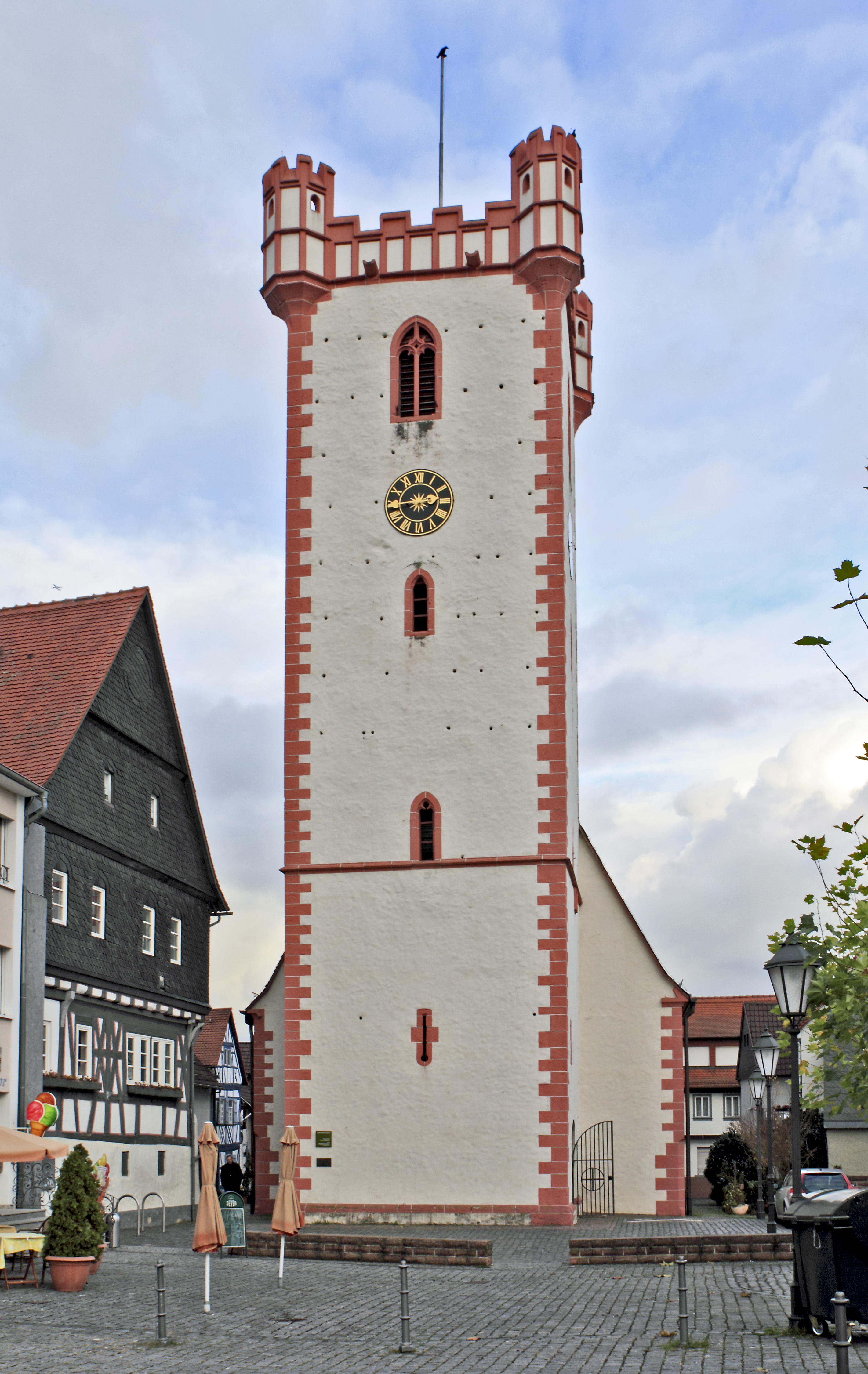
Kirchturm von St. Johann Baptist

Die römisch-katholische Stadtpfarrkirche St. Johann Baptist ist eine mittelalterliche Kirche im Hanauer Stadtteil Steinheim.

## Geschichte
1329 wurde erstmals eine Kapelle Zum Heiligen Geist erwähnt, die als Vorgängerbau der heutigen Kirche vermutet wird. 1449 wurde das Gebäude unter Dietrich Schenk von Erbach, Kurfürst-Erzbischof von Mainz, zur Pfarrkirche erhoben.

## Gebäude
Die Gestalt erhielt die gotische Saalkirche zunächst in zwei Phasen, zum einen als sie Pfarrkirche wurde und zum anderen als in den Jahren 1504–1509 der eingezogene Chor mit 5/8-Schluss und Netzgewölbe hinzukam. Gegenüber der zierlichen gotischen Architektur wirkt der Turm, der keinen Helm trägt, aber mit vier Ecktürmchen verziert ist, sehr wehrhaft und archaisch. 1876–79 erfolgte eine tiefgreifende Renovierung der Kirche unter Pierre Cuypers, die das historische Erscheinungsbild stark veränderte. So wurde z. B. das Gewölbe im Kirchenschiff durch eine Holztonne ersetzt. 1950 wurde die Kirche erneut renoviert.

## Ausstattung
Das Chorgestühl mit seinen hervorragenden Holzschnitzereien stammt noch aus der Erbauungszeit des Chores. Die Statue der Maria im Strahlenkranz, die auf einer Mondsichel steht, eine Holzschnitzerei, stammt aus der Werkstatt des Frankfurter Dombaumeisters Madern Gerthener. Sie stand ursprünglich in der Kirche des Kinzdorfes und gelangte nach der Reformation in der Grafschaft Hanau-Münzenberg in das römisch-katholisch verbliebene, kurmainzische Steinheim. Hervorzuheben ist auch das Epitaph des Frowin von Hutten und seiner Gemahlin Kunigunde von Hattstein. Der Altar ist eine neugotische Arbeit von Georg Busch aus der Zeit der Renovierung im 19. Jahrhundert.